# Zemský okres Rýn-Sieg
Zemský okres Rýn-Sieg (německy Rhein-Sieg-Kreis) je zemský okres v německé spolkové zemi Severní Porýní-Vestfálsko, ve vládním obvodu Köln. Sídlem správy zemského okresu je město Siegburg. V roce 2014 zde žilo 585 781 obyvatel.

## Města a obce
| Města: 1. Bad Honnef 2. Bornheim 3. Hennef 4. Königswinter 5. Lohmar 6. Meckenheim 7. Niederkassel 8. Rheinbach 9. Sankt Augustin 10. Siegburg 11. Troisdorf | Obce: 1. Alfter 2. Eitorf 3. Much 4. Neunkirchen-Seelscheid 5. Ruppichteroth 6. Swisttal 7. Wachtberg 8. Windeck |